# 雅英
趙雅英，1991年5月26日—），本名趙慈英（： Cho Ja Young），藝名曾為雅英（： Ah Yeong），韓國女歌手及演員，Happy Face娛樂旗下女子組合Dal★Shabet前成員，在隊中擔任領Rapper、副唱、門面，在2011年1月6日以首張迷你專輯《Supa Dupa Diva》在Mnet音樂節目《M! Countdown》正式出道。2017月12月14日，與Happy Face娛樂合約到期不續約，但公司表示Dalshabet不會解散，雅英也從未明過退出團體。

## 電視劇
| 年份   | 電視台     | 劇名                       | 角色            | 備註   |
| 2013年 | SBS        | 張玉貞，為愛而生           | 明安公主        | 女配角 |
| 2013年 | KBS        | 廣告天才李太白             | 孔善慧          | 女配角 |
| 2013年 | Naver      | 陌生的一天                 | 李智恩          | 女配角 |
| 2014年 | JTBC       | 12年後的重逢：山蒜醬湯     | 朴武熙          | 女配角 |
| 2014年 | MBC        | 更夫日誌                   | 洪楚姬          | 女配角 |
| 2014年 | MBC every1 | 愛情頻率37.2               | 鄭善姬          | 女配角 |
| 2016年 | SBS        | 我們的甲順                 | 金英蘭          | 女配角 |
| 2018年 | KBS        | 波濤啊，波濤啊             | 吳福實          | 女主角 |
| 2019年 | MBN        | 最棒的炸雞                 | 文素淡          | 女配角 |
| 2020年 | tvN        | 了解的不多也無妨，是一家人 | 李真淑/年青時期 | 女配角 |

## 電影
| 年份 | 片名     | 角色 | 備註   |
| 2015 | 屏息     | 世美 | 女配角 |
| 2015 | 58年屬狗 | 今紅 | 女配角 |

## 外部連結
- 雅英的X（前Twitter）
- 雅英的Instagram帳戶
- 雅英的新浪微博（中文）
- 雅英在NAVER上的资料
- 雅英在Daum上的资料